# Amphithalamus elspethae
Amphithalamus elspethae là một loài ốc biển nhỏ, là động vật thân mềm chân bụng sống ở biển trong họ Rissoidae.
Tên chi Amphitalamus đã được công nhận là viết sai của tên Amphithalamus. Tên loài vẫn chưa chính thức được thay đổi.